# Crawl (Lied)
Crawl ist ein Lied des US-amerikanischen Musikers Chris Brown. Es wurde am 24. November 2009 als zweite und letzte Singleauskopplung aus Browns drittem Studioalbum Graffiti veröffentlicht und erschien somit am gleichen Tag wie der Promo-Tonträger „Sing Like Me“. Nach der Veröffentlichung erreichte der Titel Platz 53 der Billboard Hot 100 sowie Rang 35 in den Charts des Vereinigten Königreiches, womit die Single hinter dem Erfolg des zuvor veröffentlichten Liedes „I Can Transform Ya“ zurückblieb, welches seinerzeit Position 20 in den USA erlangt hatte.

## Hintergrund und Veröffentlichung
Das Lied, welches von Chris Brown, Adam Messinger, Nasri Atweh und Luke Boyd geschrieben wurde, leakte am 21. Oktober 2009, einen Tag nach dem Leak des Liedes „Russian Roulette“ von Browns Exfreundin Rihanna. Da der Titel sich thematisch mit einer gescheiterten Beziehung auseinandersetzt, wurde in den Medien weitestgehend von einem Zusammenhang zu der im Februar 2009 durch eine gewalttätigen Auseinandersetzung zwischen Brown und Rihanna ausgegangen. Da die Veröffentlichung Rihannas diese Vermutung bestärkte, fanden in den Medien zahlreiche Vergleiche der beiden Singles statt. Dabei stellte Bill Lamb fest, dass Rihanna mit ihrem Titel „durch das Erforschen von Gewalt einen sehr dunklen Weg gewählt hat, während Brown mit seiner Musik die Hoffnung ausdrückt, dass die Beziehung erneut beginnen könne“.
Brown selbst sagte in einem Interview mit MTV News, dass das Lied weder in einem Zusammenhang mit Rihanna noch irgendeiner anderen früheren Beziehung von ihm stehe. Zudem hielt er fest, dass die Thematik des Titels universal sei, auch wenn es um Liebe ginge. Den Text kann man seiner Meinung nach auch auf „Krieg oder den Tod in einer Familie“ beziehen.

## Musikvideo

### Hintergrund
Das Musikvideo wurde von Joseph Kahn gedreht, der in dieser Funktion auch schon bei Browns Liedern „Forever“ und „I Can Transform Ya“ sowie „Drop It Low“ in Erscheinung trat. Als weibliche Hauptdarstellerin in dem Clip fungierte die US-amerikanische Contemporary-R&B-Sängerin Cassie. Kahn, der 2008 bereits das Video zu Britney Spears Comeback-Single „Womanizer“ gedreht hatte, sagte über sein Engagement, dass er „womöglich der Mann sei, zu dem Plattenfirmen kommen, wenn sie Hilfe brauchen“.
In einem Interview mit MTV äußerte sich Kahn über die Konzeption des Videos. So sagte er zum Beispiel, dass die Idee, die hinter dem Video stecke, von Brown selbst gekommen wäre. Zudem würde in dem Clip „ganz eindeutig die persönliche Geschichte von Brown“ erzählt. Kahn zog außerdem einen Vergleich zwischen den beiden Singles „I Can Transform Ya“ und „Crawl“ und kam dabei zu dem Schluss, dass letzteres „sein Lieblingsvideo ist, da es wahrscheinlich die persönlichste Sache ist, die Brown jemals getan hat“.

### Zusammenfassung
In der ersten Szene des Videos sieht man Brown, bekleidet mit einem weißen Shirt, am Rande eines Bettes sitzen. Als die Musik einsetzt und er zu singen beginnt, sieht der Zuschauer, wie sein Herz rot aufleuchtet und gegen seine Brust schlägt. Anschließend verlässt Brown das Haus in einer Winternacht und begibt sich in eine Gasse. Anschließend läuft er einige Ladenfronten entlang und sieht dabei immer wieder Bilder Cassies, die ihm Video seine Angebetete spielt. Daraufhin bemerkt er, wie Fotografen Bilder der Frau machen, wohingegen sie selbst ihn jedoch nicht bemerkt. Nach einigen weiteren Sequenzen bemerkt auch das Mädchen Brown und sie gehen aufeinander zu, doch trotz verschiedenen Andeutungen küssen sie sich nicht. Später endet das Video mit einigen Tanzszenen.

## Rezeption
Der Titel erreichte durchschnittliche Kritiken in seinen Rezensionen. So schrieb beispielsweise Greg Kot, dass das Lied eines von mehreren Liedern des Albums Graffiti sei, welches „mit einer öffentlichen Entschuldigung flirte“. Weiter war er der Meinung, dass ein „Begräbnis-Hilfsmittel“ über dem Song schwebe und der Erzähler sich nach einer zweiten Chance sehne. Jon Caramanica, der für die New York Times eine Rezension verfasste, wertete „Crawl“ und „So Cold“, ein anderes Lied aus Browns drittem Studioalbum, als „nachdenklich“. Trotzdem würden beide Titel nicht wirklich einem Mea culpa entsprechen. Des Weiteren fügte er an, dass Brown in diesen Momenten „schmachtend und sanft rechtfertigend“ rüberkomme.

## Kommerzieller Erfolg

### Chartplatzierungen
In den Charts des Vereinigten Königreiches stieg das Lied bis auf Platz 35, in Deutschland erreichte es keine Platzierung. In den USA platzierte es sich im Dezember 2009 in seiner ersten Woche auf Rang 68, ehe es im Januar in seiner fünften Woche mit Platz 53 seine Höchstplatzierung erreichte. Mit dieser Platzierung ist der Titel hinter „Wall to Wall“, „No Bullshit“ und „Wet the Bed“ der in den Billboard Hot 100 erfolgloseste Song.
| ChartsChartplatzierungen       | Höchstplatzierung | Wochen |
| ------------------------------ | ----------------- | ------ |
| Vereinigte Staaten (Billboard) | 53 (9 Wo.)        | 9      |
| Vereinigtes Königreich (OCC)   | 35 (12 Wo.)       | 12     |

### Auszeichnungen für Musikverkäufe
| Land/Region               | Auszeichnungen für Musikverkäufe (Land/Region, Auszeichnung, Verkäufe) | Verkäufe |
| ------------------------- | ---------------------------------------------------------------------- | -------- |
| Australien (ARIA)         | Gold                                                                   | 35.000   |
| Neuseeland (RMNZ)         | Gold                                                                   | 7.500    |
| Norwegen (IFPI)           | Platin                                                                 | 10.000   |
| Vereinigte Staaten (RIAA) | Gold                                                                   | 500.000  |
| Insgesamt                 | 3× Gold · 1× Platin ·                                                  | 552.500  |

Hauptartikel: Chris Brown (Sänger)/Auszeichnungen für Musikverkäufe

## Live-Auftritte
Brown sang das Lied während seiner Fan Appreciation Tour, welche 2009 stattfand. Auch bei SOS Saving Ourselves: Hope for Haiti Telethon, einer von Fernsehsender Black Entertainment Television organisierten Spendenaktion zugunsten der Opfer des Erdbeben in Haiti 2010, trat er auf und sang neben „With You“ auch „Crawl“.

## Mitwirkende Personen
Quelle: Album-Booklet
- Songwriting – Christopher Brown, Nasri Atweh, J. Thomas, Luke Boyd, Adam Messinger
- Musikproduzenten – Adam Messinger, Nasri Atweh (beide als: The Messengers)
- Hintergrundgesang – Adam Messinger, Nasri Atweh
- Aufnahme – Brian Springer
- Abmischung – Manny Marroquin, Christian Plata (Assistent), Erik Madrid (Assistent)